# 西澤潤一
西澤 潤一（にしざわ じゅんいち、1926年9月12日 - 2018年10月21日）は、日本の工学者。東北大学名誉教授。日本学士院会員。
専門は電子工学・通信工学で、半導体デバイス、半導体プロセス、光通信の開発で独創的な業績を挙げた。半導体関連の特許保有件数は世界最多である。
東北大学総長、岩手県立大学学長、首都大学東京学長、上智大学特任教授を歴任。

## 来歴
- 宮城県仙台市出身。西澤恭助（東北帝国大学教授）の第二子、長男として生まれる。西澤泰二（東北大学名誉教授）は弟。
- 1945年4月、内申書だけで東北帝国大学工学部電気工学科に入学した。西澤の本心は理学部へ行って原子核の研究か数学基礎論を希望していたが、父親から許されなかった[3]。父恭助は1995年に103歳で亡くなるまで西澤を子供扱いし、言う事は絶対だったという。
- 卒業研究で研究室を選ぶ時、父親の恭助(工学部化学工学科教授)から電気工学科教授の抜山平一に相談がなされた。抜山は渡辺寧の研究室を推薦し、西澤はそれに従った。この事が西澤が半導体固体素子の研究の道に進むきっかけとなった[4]。
- 渡辺寧に師事。渡辺は当時国内の電子工学研究の指導的立場にあり、米軍関係者との接触により米国での半導体研究の情報、ベル研究所での点接触型トランジスタの発明(1947年)の報を国内でいち早く入手する事ができた。西澤が研究者としての歩みを始めた時期は、ちょうど渡辺が半導体の研究を開始した時期と一致する。
- 工学部卒業後、当時存在した制度である大学院特別研究生に採用される。この時期の1950年に西澤独自のpin接合構造を考案し、半導体デバイスとしてpinダイオード、静電誘導トランジスタ、pnipトランジスタを発明する。また半導体プロセスとして重要なイオン注入法も発明している。
- 新規の学説を発表した西澤であったが、学界では定説とは異なっているとして攻撃を受けた。渡辺はこの状況に配慮し、西澤の書き上げた論文を渡辺が預かり対外発表を控える時期がしばらく続いた。
- 大学院特別研究生を修了後、東北大学電気通信研究所に任用される。以後定年退官まで同所で研究開発と教育に従事する。
- 西澤、渡辺らの持つpinダイオード等の特許権を元に財団法人半導体研究振興会(1961年 - 2008年)を設立。産業界からの寄付を得つつ、事業として半導体研究所を設立した(1963年)。大学の外部でも西澤が主導して研究が進められた[5]。
- 西澤の指導した学生にフラッシュメモリー発明者の舛岡富士雄、MEMS研究者の江刺正喜、メモリ研究の小柳光正、マーチングメモリの中村維男らがいる。西澤の研究室に所属した教員として半導体プロセスとクリーンルーム研究の大見忠弘がいる。
- 日本学士院賞受賞に当たって直接の面識や指導を受けた事のない八木秀次の推薦を受けている[6][4]。
- 東北大学を退官後は東北大学、岩手県立大学、首都大学東京で学長を歴任し、大学経営に従事する。
- 2018年10月21日、仙台市で死去。92歳没[1][7]。

## 業績
- 半導体電子工学分野で独自の半導体から絶縁体へのホットエレクトロン注入理論を考案し、それに基づいてpn接合に絶縁体(i:insulator)層を挟んだpin構造を持つ電子デバイスであるpinダイオード、静電誘導トランジスタ、静電誘導サイリスタ等を発明する。
- 半導体への不純物導入手法としてイオン注入法を発明。半導体の結晶成長においてエピタキシャル成長の各種手法を開発した。またこれらに使用する製造装置に関する技術でも特許を多数取得している。
- 半導体の結晶成長技術の成果として高輝度発光ダイオード(赤色、緑色)を開発した。
- 光通信の3要素である発光素子、伝送路、受光素子を開発する。
- 2002年、米国電気電子学会（IEEE）は、西澤の名を冠した「ジュンイチ・ニシザワ・メダル（Jun-ichi Nishizawa Medal）」を電気事業連合会の後援によって設立し、電子デバイスとその材料科学の分野で顕著な貢献をした個人・団体を顕彰している[2]。
- 西澤の研究に近い所で、光ファイバーの研究でチャールズ・カオが2009年にノーベル物理学賞を受賞している。光ファイバーの研究史については光ファイバー #歴史を参照されたい。[8][9]。

主な業績として次のものが挙げられる。
- 半導体から絶縁体へのホットエレクトロン注入理論(1950)[10]
- PINダイオードの開発(1950)
- イオン注入法の開発(1950)
- 静電誘導型トランジスタの開発(1950)[11]
- pnipトランジスタ(1950)[12]
- 電子なだれ電流増幅トランジスタ開発(1951)
- 化学量論的組成制御法の開発(1951)
- 半導体中のなだれ現象の発見(1952)
- アバランシェフォトダイオードの開発(1952)
- pinフォトダイオード(1953)
- pnipドリフトトランジスタ(1954)
- 走行時間負性抵抗トランジスタ(1954)
- エレクトロエピタキシの発明(1954)
- 半導体レーザーの発明(1957)（1957年 日本国特許出願）・開発
- レーザーディスクの原理(1957)
- 半導体インダクタンスの発明(1957)
- タンネットダイオード(1958)
- 可変容量ダイオード(1959)[註: 可変容量ダイオード(バリキャップ)の特許申請は，Pacific Semiconductors, Inc.のグループが1958年に行っている(US73735458A)[13]。]
- フォトカプラ(1960)
- 温度差法によるシリコンのエピタキシャル成長(1963)
- 分子振動、格子振動（フォノン）を利用したテラヘルツ波発生の提案（1963年）[註: フォノンからのテラヘルツ波の発生実証は，ドイツの研究グループが1995年にテルルに対してフェムト秒パルスレーザー光を照射することによって初めてなされた[14]。]
- 集束型光ファイバー(GI型光ファイバー)の開発(1964)
- FETの飽和特性解明(1968)
- 静電誘導サイリスタの開発(1971) (註: サイリスタそのものは1950年にウィリアム・ショックレーによって提案されている。)
- MOSSITの提案(1971)
- GaAs(ガリウム砒素)の蒸気圧液相成長法(1971)
- 蒸気圧制御温度差液相成長法の発明(1972)
- バリスティックトランジスタ(1973)
- ストイキオメトリ制御された結晶成長法(1973)
- 高輝度赤色発光ダイオード(GaAlAs)(1976)
- 高輝度緑色発光ダイオード(GaP)(1976)
- 光サイリスタ(光トリガサイリスタ)(1984)
- 光励起エピタキシャル成長法(1984)[15]
- 静電誘導トランジスタ－集積回路(1984)
- 光励起分子層エピタキシャル成長法(PMLE)(1984)
- 両面ゲート静電誘導サイリスタ
- GaAs完全結晶成長法
- THz 帯ショットキ・ダイオ－ド[16]
- 準光学的共振器を用いたミリ波多素子発振器
- 半導体ラマンレ－ザ
- 光励起プロセスによる原子層オ－ダ－の GaAs エッチング技術
- 極薄金属分子層堆積
- 化合物結晶の分子層エピタキシャル成長及びド－ピング [註: 分子線エピタキシー(MBE)法を最初に報告したのは，アメリカ海軍調査研究所(Naval Research Laboratory)のグループである[17]。 ]
- タンネットダイオード
- 理想型 SIT
- 超高速広帯域光変調器
- ミリ波帯イメージングアレイの研究
- テラヘルツ波による癌診断、がん治療の提案（2000年）[註: テラヘルツ波による癌診断実証は，2002年に英国の研究グループによるものが初めてである[18]。]

## 受賞歴
- 1965年10月19日、科学技術庁長官奨励賞「不純物不均一半導体」[12]
- 1966年4月22日、恩賜発明賞「不純物不均一半導体」
- 1969年12月1日、松永賞「半導体デバイスの研究」
- 1970年11月2日、科学技術庁長官奨励賞「半導体メーサー」
- 1971年4月13日、大河内記念技術賞「合金拡散法によるシリコン可変容量ダイオードの開発」
- 1974年6月10日、日本学士院賞「半導体及びトランジスタの研究」
- 1975年4月15日、科学技術功労賞「静電誘導電界効果トランジスタの開発」
- 1975年5月10日、電子通信学会業績賞「新しい三極管特性を有する高性能トランジスタ」
- 1975年10月1日、東北地方発明賞宮城県支部長賞「位置の制御装置」
- 1980年3月10日、大河内記念技術賞「高輝度発光ダイオードの連続成長技術の開発について」
- 1980年10月3日、特許庁長官奨励賞「連続液相成長による半導体デバイスの製造方法及び製造装置」
- 1982年7月7日、井上春成賞「高輝度発光ダイオードの連続製造技術」
- 1983年12月6日、IEEEジャック・A・モートン賞「SIT(静電誘導トランジスタ)の開発と光通信の基本3要素」[19]
- 1984年、朝日賞「光通信と半導体の研究」[20]
- 1986年、本田賞、「pinダイオード、静電誘導トランジスタなどを発明したほか光通信技術の応用発展に寄与」[21]
- 1989年、IOCG(国際結晶成長機構)ローディス賞[22]
- 1996年、大川賞、「材料科学の独創的研究と半導体工学の発展および光通信の先駆的業績と多大な貢献」[23]
- 2000年、IEEE エジソンメダル[24]

## 栄典・顕彰
- 1975年10月29日、紫綬褒章「完全結晶と静電誘導トランジスタ」
- 1983年11月3日、文化功労者(半導体工学)
- 1989年11月3日、文化勲章(電子工学)
- 1990年、宮城県名誉県民
- 2002年、西澤の業績を記念してIEEE Jun-ichi Nishizawa Medalが創設される。[25]
- 2002年、勲一等瑞宝章[26]

## 略歴
学歴
- 片平丁尋常小学校卒業
- 1943年3月 宮城県仙台第二中学校卒業
- 1945年3月 第二高等学校卒業
- 1948年3月 東北大学工学部電気工学科卒業
- 1953年 東北大学大学院特別研究生修了
- 1960年 工学博士（東北大学）

職歴
- 1953年4月 東北大学電気通信研究所助手
- 1954年5月 東北大学電気通信研究所助教授
- 1962年12月 東北大学電気通信研究所教授
- 1983年4月 東北大学電気通信研究所長（1986年3月まで）[27]
- 1989年4月 再び、東北大学電気通信研究所長（1990年3月まで）
- 1990年
  - 4月 東北大学名誉教授
  - 11月 東北大学総長（大谷茂盛総長の在職死去に伴い就任）[28]
- 1998年4月 岩手県立大学学長[29]
- 2005年
  - 4月 首都大学東京学長[30]
  - 8月 岩手県立大学名誉学長
  - 8月 上智大学特任教授[31]

学外における業歴
- 1968年5月 財団法人半導体研究振興会 半導体研究所長
- 1997年
  - 4月 東北自治総合研修センター館長
  - 9月 宮城大学名誉学長
- 1999年 東北大学電気系同窓会会長[32]

## 人物
- 小学校入学前のエピソードとして、「1＋1はなぜ、2になるのだろう？」というようなことをいつも考えていた。例えば「りんご1個とみかん1個を足すと何個になるでしょう？」といった問題があるときに、普通の考えでは当然答えは2個となる。しかし西澤はこれを本当に2個と言えるのかと疑った。なぜなら、りんごとみかんはあくまで別の物体であり、一緒にする(足す)ことはできないと考えたからであった。[10]
- 小学生の頃から絵画を描くのが趣味で、仙台第二中学校(旧制)で絵画部に入部している[3]。後年14歳～24歳の間に121枚の水彩画やペン画等を残していることが発見されているが、それ以後は研究に忙しく自ら筆を執る事は叶わなかった[33]。
- クロード・モネの愛好家でもある。1971年に、パリのマルモッタン美術館を訪れたところ、水面に空が映っている睡蓮の絵が上下逆さまに展示されていたことに気付き、翌年もそのままだったため、その旨を指摘し『ル・モンド』紙に取り上げられたことがある。
- 西澤は著書、講演等において「独創」を説いた。独創とは他者に追従することではなく、自ら未開の境地を開拓することである。「独創を成すには異端であらねばならない」とも語っている。 半導体研究の初期に文献にあった黄鉄鉱による固体増幅素子(トランジスタ)の実験に失敗し[34]、明るい発光ダイオードの実現は不可能との定説を覆して高輝度赤色発光ダイオードを開発し[35]、ガラス(誘電体)中に光波を通す光通信を提唱して学界の権威に論難された西澤らしい哲学である。懐疑主義を勧めていた[36]。
- 西澤は特許を多数出願しているが、弁理士に依頼せず自ら出願書類を執筆している。光ファイバーの特許もこのため書類不備で特許庁に差し戻しされた。やっと特許出願公告が出ると、今度は異議申立を受け、拒絶査定ととなった。特許庁との裁判の係争は長期化し、期限切れの憂き目に遭っている。
- 日本企業が日本人研究者（の業績）を軽く扱うことに不満を露わにしている。自身もPINダイオードについて、米国で特許を持つゼネラル・エレクトリック（GE）よりも先に日本で特許を出願し成立していたのに、日本企業はろくに特許の調査もせずGEに特許料を支払っていたばかりか、日本では西澤の特許が有効であることが知れ渡ってからも特許料をほとんど払ってもらえなかったという経験をしている。結局、前述の半導体研究振興会の設立時に、同特許を元に企業から出資（計7000万円）を得たものの、西澤曰く「向こう（GE）に払っていた分と比べたら随分ディスカウントさせられた」という。このため、日本の技術開発の問題として「日本人に独創性がないのではない。同胞の成果を評価しないし工業化もしないのが問題」だと語っている[37]。
- 若い頃から8ミリフィルムで映像を撮影するのが趣味だった。古いものは昭和30年ごろの研究室の映像などもあり、それらのフィルムは西澤の研究室に資料として残されている[38]。
- 1970年代中期には、韓国・サムスン会長のイ・ビョンチョルが、日本訪問の際に教えを求めて西澤が教授として在籍している東北大学に何度も訪れた。1990年に西澤は半導体産業を主導する国家が日本から韓国に移り、中国を経てベトナムへと移行すると発言した。そのため、2018年に朝鮮日報は「一種予言のような言葉」だとしている[2]。
- アメリカ電気電子学会(IEEE)は、Nishizawa Medal制定の時のステートメントで、”IEEE Spectrum recognized him as one of the geniuses of the 20th century”(アメリカ電気電子学会は、西澤潤一を20世紀の天才の一人と認める) と述べている。

## 家族
- 父方祖父は竹本油脂創業家・7代目竹本長三郎（泰助）。
- 父方養祖父・西沢金次郎は東京牛込の地主。金次郎は薬屋の邑田資生堂の丁稚から番頭に出世し、主家の娘（店主の妹）ふじと結婚、独立後土地を買って大家業を始め、成功した[39]。旧姓を阿部といい、貧乏士族であった元金沢藩士・西沢家の戸籍を買い、西沢姓を名乗るようになった[39]。阿部家の遠縁に佐々木勇之助、野村光一がいる[39]。
- 母方祖母のやゑも邑田資生堂の娘で、金次郎の妻の妹[39][40]。邑田資生堂は明治時代に元祖資生堂からのれん分けした一店[41]。
- 父の西沢恭助（1892-1995）は竹本油脂代表・7代長三郎の二男として生まれたが、旧制八高卒業後、子供のなかった西沢金次郎の養子となった[42]。九州帝国大学工学部応用化学科を卒業し、1922年同大初の工学博士となる。同大勤務ののち、東北帝国大学助教授（のち教授）に就任、油脂分解剤と硫酸化油の開拓的研究を進め、1928年にその研究発表を行ない、1935年には実家の竹本油脂で界面活性剤製造の技術指導を行なった[43][44]。第10代工学部長に就任し、1955年に退官、103歳で没した[45]。
- 弟は金属工学者で東北大学名誉教授の西澤泰二。
- 妻の竹子は早川種三の次女。種三の母方従妹の子に盛田昭夫。
- 長女の高橋恵子は外交官・高橋恒一の妻[46]。半導体の主流がＧｅからＳｉに変わりつつあったのに因み「珪子」と命名したかったが、漢字の使用制限により叶わなかったという[46]。2024年に『ミスター半導体 西澤潤一を父として』を上梓[47]。
- はとこに、作曲家・編曲家・シンセサイザー奏者の冨田勲がいる[48]。

## その他役職
- 日本学術振興会21世紀COEプログラムプログラム委員会委員（2006年度）
- 社団法人日本工学アカデミー名誉会長
- 社団法人先端技術産業戦略推進機構会長
- 財団法人松前国際友好財団理事
- 財団法人斎藤報恩会理事
- 財団法人警察協会理事
- 財団法人東北大学研究教育振興財団理事長
- 社団法人学術・文化・産業ネットワーク多摩理事
- 財団法人カシオ科学振興財団理事
- 國語問題協議會評議員
- 社団法人日中科学技術文化センター名誉会長
- 財団法人2007年ユニバーサル技能五輪国際大会日本組織委員会副会長
- 財団法人尾崎行雄記念財団評議員
- 財団法人東北開発記念財団理事
- 日本ヒートアイランド学会最高顧問
- 財団法人科学技術交流財団顧問
- 財団法人全日本地域研究交流協会顧問
- 社団法人原子燃料政策研究会会長
- 財団法人七十七ビジネス振興財団理事
- 財団法人半導体研究振興会理事
- 財団法人地球環境戦略研究機関顧問
- 財団法人マツダ財団評議員
- 特定非営利活動法人全日本自動車リサイクル事業連合名誉顧問
- 文理シナジー学会顧問
- 特定非営利活動法人ITSSユーザー協会会長
- 財団法人インテリジェント・コスモス学術振興財団理事長
- 財団法人世界平和研究所顧問

## 著書
- 『闘う独創技術』（日刊工業新聞社） 1981年5月　ISBN 4526012475
- 『愚直一徹 - 私の履歴書 -』（日本経済新聞社） 1985年10月　ISBN 4532093910
- 『独創は闘いにあり』（プレジデント社） 1986年2月、のち新潮社（新潮文庫） 1989年2月
- 『西澤潤一の独創開発論』（工業調査会） 1986年3月　ISBN 4769350155
- 『「技術大国・日本」の未来を読む』（PHP研究所） 1989年9月　ISBN 4569525334
- 『私のロマンと科学』（中央公論社、中公新書） 1990年3月　ISBN 4121009665
- 『独創教育が日本を救う』（PHP研究所） 1991年8月　ISBN 4569532748
- 『人類は滅亡に向かっている』（潮出版社） 1993年12月　ISBN 4267013438
- 『東北の時代 - もはや一極集中の時代ではない』（潮出版社） 1995年4月　ISBN 4267013829
- 『教育の目的再考』（岩波書店） 1996年4月　ISBN 4000044303
- 『新学問のすすめ - 21世紀をどう生きるか』（本の森） 1997年9月　ISBN 4938965011
- 『背筋を伸ばせ日本人』（PHP研究所） 1999年6月　ISBN 4569606091
- 『人類は80年で滅亡する』（東洋経済新報社） 2000年2月　ISBN 4492221875
- 『教育亡国を救う』（本の森） 2000年8月　ISBN 4938965275
- 『赤の発見 青の発見』（白日社） 2001年5月　ISBN 4891731028
- 『日本人よロマンを』（本の森） 2002年10月　ISBN 4938965453
- 『戦略的独創開発』（工業調査会） 2006年4月
- 『生み出す力』（PHP研究所、PHP新書） 2010年8月
- 『わたしが探究について語るなら』（ポプラ社） 2010年12月　ISBN 9784591121429

## 特許
- アメリカ合衆国特許第 3,896,484号
- アメリカ合衆国特許第 4,465,527号
- アメリカ合衆国特許第 4,526,632号
- アメリカ合衆国特許第 4,613,881号
- アメリカ合衆国特許第 4,619,718号
- アメリカ合衆国特許第 4,685,979号
- アメリカ合衆国特許第 4,720,735号
- アメリカ合衆国特許第 4,772,926号
- アメリカ合衆国特許第 4,819,058号
- アメリカ合衆国特許第 4,841,350号
- アメリカ合衆国特許第 4,872,044号
- アメリカ合衆国特許第 4,935,798号
- アメリカ合衆国特許第 5,001,535号
- アメリカ合衆国特許第 5,357,361号